# Jorge García Torre
Pour les articles homonymes, voir Jorge Garcia et García.
Jorge García Torre dit Jorge est un footballeur espagnol, né le 13 janvier 1984 à Gijón en Espagne. Il évolue actuellement à l'UD Llanera au poste de défenseur central.

## Vie privée
Son frère Alejandro est le gardien de but de l'UD Llanera, en Tercera División.